# Partito Lucano d'Azione
Il Partito Lucano d'Azione è stato un partito politico regionale italiano attivo in Basilicata, fondato dopo la prima guerra mondiale da Giuseppe Chiummiento direttore del quotidiano La Basilicata, antifascista e già seguace dello statista lucano Francesco Saverio Nitti.

## Storia
Operò tra il 1924 e il 1925, pur tra grandi difficoltà per gli interventi di prefettura e questura.
Sulla scia del Partito Sardo d'Azione, di Emilio Lussu, il Partito Lucano d'Azione si collocò su coraggiose posizioni antifasciste con un singolare programma che intendeva valorizzare le autonomie locali e cercò di avviare un dibattito sul riscatto della Basilicata. Aprì diverse sezioni in tutta la regione. Il cammino dei "lucanisti" fu molto breve, nonostante il successo elettorale che vide Chiummiento consigliere provinciale. Il nuovo partito non riuscì a portare a termine il suo programma. Fu sollecitato ad aderire all'Unione Nazionale di Giovanni Amendola, ma nel 1925 fu sciolto per le azioni repressive del regime fascista che lo considerava una associazione sovversiva.